# Вовченко Олег Павлович
Оле́г Па́влович Во́вченко (нар. 14 березня 1967 — 29 серпня 2014) — сержант міліції, учасник російсько-української війни.

## Короткий життєпис
Народився  14 березня 1967 року в місті Херсон.
В часі війни — сержант міліції, Батальйон патрульної служби міліції особливого призначення «Херсон».
Загинув 29 серпня 2014-го під час виходу з Іловайського котла «зеленим коридором» на дорозі поміж селом Новокатеринівка та хутором Горбатенко.
Тимчасово були поховані місцевими мешканцями на сільському кладовищі: Олексій Горай, Катрич В'ячеслав, Роман Набєгов, Максим Сухенко; Олексій Вовченко, Віктор Шолуха, майор Дмитро Цуркан. Тоді ж загинув капітан МВС Руслан Халус з бійцем батальйону «Херсон» Олегом Гребінським.
15 вересня 2014 року тіло Олега Вовченка було ексгумовано, привезено до Запоріжжя пошуковцями Місії «Евакуація-200» («Чорний тюльпан»). Станом на січень 2017 року тривав черговий етап тестів ДНК. Результати тестів 20 березня 2017 року визнали батьки.
Похований у місті Запоріжжя, Кушугумське кладовище.
Серед родини лишилися батьки і брат.

## Нагороди і вшанування
- Указом Президента України № 12/2018 від 22 січня 2018 року, «за особисту мужність і самовіддані дії, виявлені у захисті державного суверенітету та територіальної цілісності України, зразкове виконання військового обов'язку», нагороджений орденом «За мужність» III ступеня (посмертно).
- Вшановується 29 серпня на щоденному ранковому церемоніалі вшанування українських захисників, які загинули цього дня у різні роки внаслідок російської збройної агресії[2]